# Congresso di Lubiana
Il congresso di Lubiana fu un incontro delle forze della Restaurazione, avvenuto nel gennaio 1821, in seguito ai moti rivoluzionari scoppiati l'anno precedente in Spagna (1º gennaio), nel regno delle Due Sicilie (1º luglio) e in Portogallo (24 agosto).
Metternich propugnò l'intervento armato per il mantenimento degli equilibri internazionali. Si opposero la Gran Bretagna del nuovo re Giorgio IV, che ribadì la sua posizione di non intervento negli affari interni dei singoli stati, e la Francia, preoccupate entrambe che l'Austria ne sarebbe uscita eccessivamente rafforzata.
La questione venne risolta dalla richiesta da parte di Ferdinando I di Borbone di un intervento austriaco sul proprio territorio.

## Storia

### Premesse
Quando scoppiò la rivoluzione napoletana, il ministro degli esteri inglese lord Castlereagh, in ossequio all'accordo stabilito a Vienna per effetto del quale la penisola era considerata uno spazio di esclusivo interesse austriaco, era disposto di fatto a dargli via libera per un intervento militare a sostegno del re Ferdinando, e Metternich sarebbe stato lieto di risolvere la questione, come aveva fatto in Germania con i Deliberati di Karlsbad, senza coinvolgere gli alleati. Per ottenere il consenso della Russia, il ministro austriaco dovette però accettare proposta di Alessandro I di tenere un congresso, che fu convocato per l'ottobre 1820 a Troppau in Boemia. Significativamente Castlereagh, desideroso di prendere le distanze dalla politica interventista di Metternich, non vi si recò, e inviò in sua vece il fratellastro lord Stewart.
Preso atto del disimpegno britannico, Metternich riuscì con grande abilità a convincere Alessandro, già turbato dal diffondersi dei moti di rivolta in Europa, della necessità di fermare il pericolo della rivoluzione. La Santa Alleanza, che era parsa all'inizio, forse allo stesso Metternich, una benevola concessione alle velleità umanitarie di Alessandro, venne trasformata, grazie alla clausola che impegnava i tre sovrani a prestarsi «in qualunque occasione e in qualunque luogo [...] assistenza, aiuto e soccorso», in uno strumento di intervento per soffocare i focolai di agitazione liberale e nazionale.
Su queste basi fu sottoscritto e redatto il 19 novembre a Troppau un documento, nel quale affermavano Austria, Prussia e Russia che ogni stato nel quale avesse trionfato la rivoluzione avrebbe cessato di far parte della Santa Alleanza e che gli altri membri avevano il diritto di intervenire con le armi per riportarlo in seno all'Alleanza. In tal modo il principio di intervento si affermava, sia pure contro la volontà dell'Inghilterra, come un elemento del diritto pubblico europeo.

### Il congresso
Il Congresso di Lubiana, riunitosi nel gennaio 1821, confermò le decisioni prese a Troppau. Preoccupate a causa del precipitare degli eventi, le potenze alleate ribadivano la volontà di «conservare quanto è legalmente stabilito» e che i cambiamenti utili e necessari nella legislazione e nell'amministrazione degli Stati» dovevano emanare «dalla libera volontà, dall'impulso meditato e illuminato di quelli che Dio ha reso responsabili del potere», caldeggiando la concessione di istituzioni consultive atte a contemperare in qualche misura l'assolutismo monarchico con le aspirazioni liberali di partecipazione.
Metternich ottenne il mandato per una spedizione militare austriaca che riportò l'ordine a Napoli e represse anche i moti piemontesi. L'Inghilterra proclamò apertamente il suo dissenso rispetto a questa sorta di polizia europea, ribadendo che l'intervento negli affari interni degli altri stati era in contrasto con le proprie leggi fondamentali. Fu questa di fatto la fine del sistema dei congressi voluto da Castlereagh.